# تاريخ أنديز أمريكا الجنوبية
يمتد تاريخ الاستيطان البشري في منطقة الأنديز في أمريكا الجنوبية من نحو 15000 قبل الميلاد إلى يومنا هذا. تتضمن المنطقة الممتدة على 7000 كيلومتر طولًا (4300 ميل) بيئات جبلية واستوائية وصحراوية. تأثر استعمار المنطقة واستيطانها بجغرافيتها ومناخها الفريد ما أدى إلى تطور حضارات فريدة.
بعد وصول البشر الأوائل –الذين تجمعوا لاحقًا في مجتمعات الصيد وجمع الثمار القبلية– إلى أمريكا الجنوبية عبر برزخ بنما، انتشروا في القارة، وتشير الدلائل الأولى إلى أن الاستيطان في منطقة الأنديز حدث نحو 15000 قبل الميلاد خلال ما يطلق عليه علماء الآثار اسم الفترة الليثية. بدأت زراعة النباتات بشكل واسع في الفترة الأنديزية قبل السيراميكية التالية وظهرت مراكز دينية متميزة مثل تعاليم كوتوش الدينية في المرتفعات.
تبعت ذلك «الفترة الأولية». تطورت مجتمعات متنوعة معقدة في هذا الوقت، أبرزها ثقافة شافين وحضارة موتشي. في فترات لاحقة، غُزيت معظم منطقة الأنديز من قبل قبيلة الإنكا الأصلية التي أقامت أضخم إمبراطورية أمريكية دعيت «تاهوانتينسويو». تركز حكم الإنكا لإمبراطوريتهم في العاصمة كوسكو وأداروها وفق خطوط الأنديز التقليدية.
في القرن السادس عشر، وصل مستعمرون إسبان من أوروبا إلى الأنديز وأخضعوا الممالك الأصلية لحكمهم ودمجوا منطقة الأنديز في الإمبراطورية الإسبانية. في القرن التاسع عشر، دفع المد المتصاعد للقومية المعادية للإمبريالية والذي كان يجتاح كل أمريكا الجنوبية جيوش المتمردين إلى الإطاحة بالحكم الإسباني. قسمت نتيجة ذلك منطقة الأنديز إلى دول جديدة وهي بيرو وتشيلي وبوليفيا والإكوادور. شهد القرن العشرين التأثير المتنامي للولايات المتحدة في المنطقة الذي استغلها على نحو متزايد للحصول على الغاز الطبيعي الذي تحويه. أدى هذا بدوره إلى نهوض عدة حركات اشتراكية معادية للإمبريالية تعارض الولايات المتحدة والتدخل الدولي المتعدد في أنديز أمريكا الجنوبية.

## الفترة الليثية: نحو 15000 قبل الميلاد حتى 3000 قبل الميلاد
الفترة الأقدم التي سكن فيها البشر منطقة الأنديز هي الفترة الليثية والتي تدعى أحيانًا باسم العصر القديم المبكر. تميزت هذه الفترة باستخدام الأدوات الحجرية، أو الأدوات الليثية، التي كونت الشكل الأساسي للتكنولوجيا بالإضافة إلى نمط الوجود البشري المعروف بمجتمعات الصيد وجمع الثمار.

### الاستعمار الأول
بعد تطور الإنسان الحديث في شرق أفريقيا قبل نحو 200000 عام، انتشر الجنس البشري عبر القارة الأفريقية في أوروبا وآسيا. عبر البشر لأول مرة إلى الأمريكيتين من خلال جسر بيرنجيا البري الواقع بين سيبيريا في شمال شرق آسيا وآلاسكا في الشمال الغربي من أمريكا الشمالية. من هناك، اتجهت طلائع المجموعات البشرية جنوبًا لتستعمر بقية القارة قبل وصولها إلى برزخ بنما وعبورها إلى قارة أمريكا الجنوبية. على الرغم من وجود أربع مجموعات بشرية جينية مميزة بيولوجيًا في أمريكا الشمالية وفقًا لما حُدد باستخدام تحليل الحمض النووي، اتجهت مجموعة واحدة فقط منها -المسماة بأسلاف الهنود- جنوبًا لتصل إلى وسط أمريكا وأمريكا الجنوبية، ما يعني أن السكان الأصليين لأمريكا الجنوبية كانوا متجانسين جينيًا.
دفع التحليل المقارن للمعتقدات الدينية الأصلية في أمريكا الجنوبية الأكاديميين إلى الاعتقاد أن مستعمري القارة من أسلاف الهنود الأوائل آمنوا بكون متعدد الطبقات تكون الأرض فيه معلقة بين كرة خارجية سماوية وكرة داخلية كهفية. فُرضت بالتأكيد تحريمات قوية تمنع  زنا المحارم منعت التوالد الداخلي (وهي مشكلة خاصة بوجود التجانس الجيني لسكان أمريكا الجنوبية الأصليين) وبالتالي كان الزواج محكومًا بأعراف اجتماعية مثل تطور أنظمة القرابة من نمط الازدواجية المجتمعية.
تجنب الرواد الأوائل في أمريكا الجنوبية، الذين هاجروا جنوبًا من برزخ بنما، منطقة الأنديز الجبلية الضخمة، وذلك لأن السلاسل الجبلية العليا كانت جليدية وباردة وتحتوي على القليل من النباتات، ما جعل الحياة فيها صعبة، في الوقت الذي عانت به هذه الشعوب الأولى من نقص التأكسج. عوضًا عن ذلك، التزم الرواد الصيادون وجامعو الثمار غالبًا حدود القارة حيث استطاعوا استغلال الموارد قرب الأنهار والدلتا وبحيرات الماء المالح. انتشر هؤلاء الأمريكيون الأصليون في القارة تدريجيًا جيلًا بعد جيل مع تزايد عدد السكان لتصل بعض المجموعات في نهاية المطاف إلى منطقة الأنديز. سكنوا في البداية في المناطق الساحلية المنخفضة على الأرجح ولم يسافروا إلى الجبال إلا للحصول على بعض الموارد مثل السبج. مع تأقلم أحفادهم مع المرتفعات وبشكل تدريجي، بدأت مجموعات من البشر بالانتقال إلى نقاط أعلى في الأنديز والسكن فيها.
يقع أحد أقدم مواقع الأنديز المعروفة الموثقة على نحو مؤكد من قبل علماء الآثار في مونت فيرد في جنوب تشيلي، حدد عمره بالكربون المشع بنحو 14800 عامًا. في هذا الموقع، وجد دليل على الاستيطان الموسمي على طول الضفاف الرملية لجدول في الغابات الصنوبرية المعتدلة للسلاسل الجبلية الجنوبية المنخفضة، حيث عُثر على أدوات خشبية وحجرية محفوظة وبقايا خضروات برية مثل البطاطا وبقايا هياكل عظمية لخمس أو ست حيوانات ماستادون صيدت أو أُكلت ميتة من قبل البشر هناك. تتضمن المواقع الليثية الأخرى المكتشفة في منطقة الأنديز لوس تولدوس (سانتا كروز) في الأرجنتين وسان فيسينت دي تاغوا تاغوا وكويفا فيل (كهف فيل) وكويرو في تشيلي المعاصرة. مواقع بيكيماتشي وكهف جايواماتشي (40 كيلومتر جنوب غرب أياكوتشو) وهيواراغو ويوشوماتشي في بيرو المعاصرة مهمة أيضًا. من الواضح وفقًا للأدلة المكتشفة في كل هذه المواقع أن الحصان كان أكثر الحيوانات الشائع صيدها ويظهر أيضًا وجود الكسلان والغوناق.

### التكيف الليثي
نظرًا لتنوع المناطق الجغرافية في منطقة الأنديز، تطورت مجتمعات فريدة تناسب مواقعها الخاصة في الجزء اللاحق من الفترة الليثية. صنف علماء الآثار هذه المجتمعات المختلفة اعتمادًا على التصاميم الفريدة للأدوات الحجرية التي استخدمتها في مجموعات هي: الثقافة الشمالية الشرقية، ثقافة بايجان الساحلية، الثقافة الأنديزية المركزية الليثية، ثقافة أتاكاما ماريتايم.
في هذه الفترة أيضًا بدأت مجتمعات الأنديز زرع المحاصيل، ما أدى إلى تحوير مختلف أنواع النباتات وراثيًا من نظيراتها البرية.